# Adiperukku

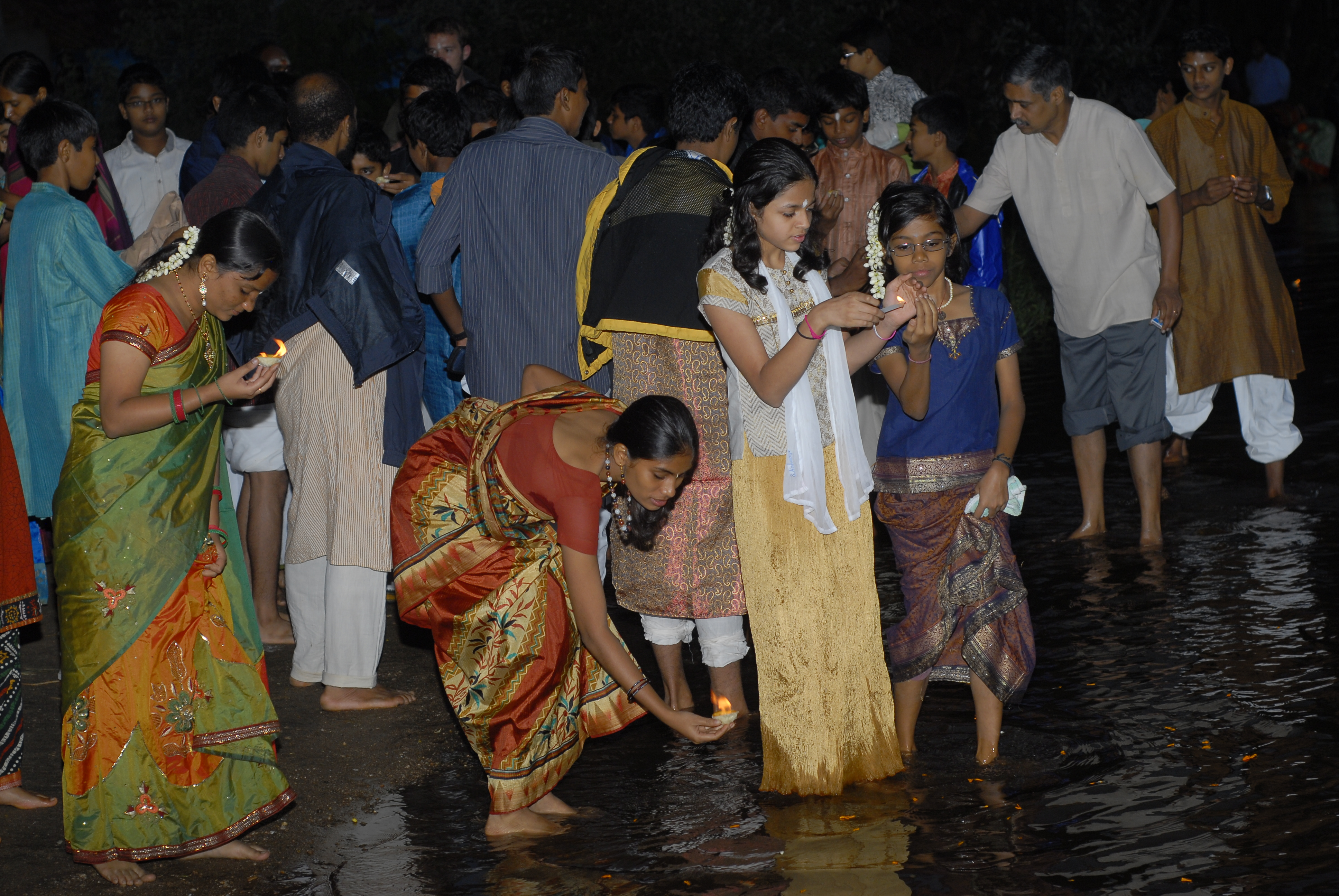
Célébration d'Adiperukku à Erode (Inde).

Adiperukku ou Pathinettam perukku est une fête hindoue célébrée le 18e jour de Adi, 4e mois du calendrier tamoul (de mi-juillet à mi-août). Elle se déroule sur les berges des rivières, des réservoirs d'eau, des lacs, etc. dont le niveau est à son maximum à cette période de la mousson. Cette fête très ancienne est célébrée avec enthousiasme par plusieurs communautés tamoulophones d'Inde, qui se rassemblent en grand nombre pour piqueniquer au bord de l'eau dont ils louent les bienfaits indispensables à la vie.
La place des femmes est importante dans ces rituels de fertilité. En effet, ce sont elles qui décorent les maisons, changent le lacet de leur thali (collier de mariage) auquel certaines ajoutent une pièce d'or, font des offrandes au fleuve sur lequel elles déposent des lumignons à la nuit tombée. Les jeunes femmes en quête d'un mari marquent une ferveur particulière, leurs prières en cette occasion étant censée les combler d'un bon mari.